# Eclipse de luna (álbum)
Eclipse de luna es el nombre del álbum debut como solista de la artista mexicana de pop latino Maite Perroni. Fue lanzado al mercado el 13 de agosto de 2013 por el sello discográfico Warner Music. La producción estuvo a cargo de Cristián 'Koko' Stambuk. En esta producción la intérprete incluye el género pop latino, así como otros estilos musicales que van desde la bachata hasta el bossa nova, bolero y vallenato, Jazz, Country, balada, música electrónica, dance además de contar con la colaboración de Koko Stambuk y del cantante de origen brasileño Thianguinho. En su edición deluxe con Alex Ubago.
Varios medios de comunicación han comparado el álbum con trabajos discográficos de las artistas Shakira y Thalía, por el lado comercial ha tenido un éxito moderado en las listas de éxitos, llegando al top diez de las mencionadas; en México llegó al tercer lugar de la lista de álbumes de AMPROFON, mientras que en las listas publicadas por Billboard para el mercado latinoamericano, logró posicionarse al lugar dos y nueve de Latin Pop Albums y Top Latin Albums.
Para la promoción del álbum se publicaron dos sencillos comerciales y uno promocional; el primer fue «Tú y yo», que logró el primer lugar de la lista de sencillos de Costa Rica, entre tanto se posicionó en el cuarto lugar de Mexican Airplay y el puesto veintitrés de Monitor Latino, en Estados Unidos llegó al puesto veintiuno de Hot Latin Songs.

## Antecedentes

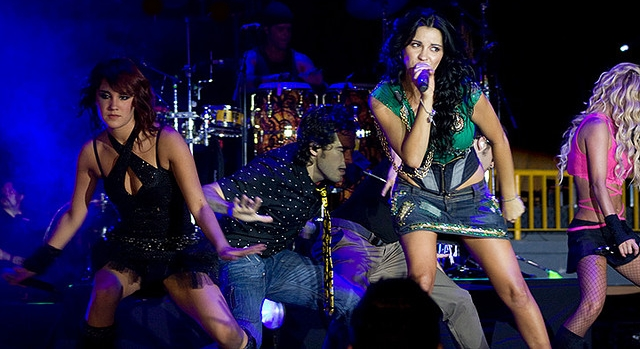
Maite Perroni luego de varios años con la exitosa banda RBD, comenzó a enfocarse en el ámbito musical con Eclipse de luna, en la imagen la cantante y la banda en Empezar desde cero Tour.

Maite Perroni a mediados de 2012, comenzó la grabación de la telenovela Cachito de cielo, donde compartía crédito con su entonces pareja sentimental Mane de la Parra, para la producción de dicha telenovela, ella se encargó de su tema de cierre que llevaba por título «Te daré mi corazón», escrita por de la Parra, producida por Marco Godoy y grabada en Los Ángeles, bajo el sello Warner el tema fue puesto en las tiendas de iTunes, dicho tema se convertiría en el preámbulo de su álbum debut como solista.
Maite se mudó a Nueva York en febrero de 2013 para comenzar a trabajar en la producción de su primer álbum como solista distribuido por el sello discográfico Warner Music y llevaría por nombre Eclipse de luna. Durante dos meses se preparó vocalmente con el profesor Craig Darry, que ha trabajado con grandes estrellas como Alicia Keys, Marc Anthony y Katy Perry. A finales de marzo se comenzó a grabar el álbum, programado para ser lanzado el martes 13 de agosto, en un estudio en el centro de Nueva York, que ha formado a grandes de la música como Mariah Carey, Shakira y Rihanna.
El 12 de abril de 2013, durante una entrevista ofrecida a People en Español dio información previa de lo que sería el álbum: «No es un disco pretencioso, no vengo a decir que traigo sonidos nunca antes escuchados. Simplemente quiero que se sienta, que se mueva el cuerpo y el alma. Llevo dos semanas grabando y me quedan cuatro canciones para terminar el disco».
El 17 de junio de 2013 a través de un twitcam dio a conocer el vídeo lírico de la canción «Tú y yo», el primer sencillo del álbum en su canal oficial en Youtube. El 17 de junio el sencillo fue publicado en plataforma digital.

## Recepción
El álbum en general recibió críticas positivas y mixtas por parte de los expertos y gente común en música contemporánea. Algunos medios de comunicación mexicanos han comparado la musicalidad del álbum con trabajos anteriores de Thalía, dándole un punto de vista positiva al álbum y el estilo musical de Shakira.
Miriam Rojas del portal web Terra, en su reseña le dio una crítica regular al álbum diciendo: «[...] su producción solista la define en el género pop latino en particular por que quiere ser conocida como una artista a nivel internacional de pop latino y que tiene talento para cantar todo tipo de género y apuesta por varios ritmos que bien podrían significarle balas de salva para ver con cual de todos ellos pega», entre tanto, indica que "dio a conocer 'Tú y Yo', su carta de presentación con elementos de bachata en donde su voz evolucionó y es fácil captar a la primera, la historia de la canción"». Un editor del periódico mexicano El Informador dio una crítica mixta del álbum donde expresa: «La misma cantante  define como pop latino su más reciente disco, aunque navega en ritmos latinos, en especial la bachata, vallenato, boleros con toque de jazz y bossa Nova, electro,dance, latino y baladas el álbum tiene innovación y la voz de ella se escucha evolucionada, con mucha potencia., destacó y apuntó en que el sencillo «Tú y yo» como sus 3 sucesores «Eclipse de Luna» «Vas a querer volver»  «Todo lo que soy» feat al cantante español Alex Ubago tuvo un buen éxito comercial en Estados Unidos y a nivel internacional. .
En el ámbito comercial, tres días después de su lanzamiento, Eclipse de luna debutó en la tercera posición del conteo de álbumes de AMPROFON en México. El álbum debutó en el segundo lugar de Billboard Latin Pop Albums, a su segunda semana descendió cinco posiciones, luego descendió a la posición diecinueve y duró seis semanas en el conteo. Entre tanto, en el conteo de Top Latin Albums debutó en la novena posición, aunque tan solo duró tres semanas en el conteo, al alcanzar la posición 31. Asimismo el álbum fue escogido como uno de los mejores álbumes de 2013 en México.

## Sencillos
El sencillo principal del álbum fue «Tú y yo», publicado el 17 de junio de 2013 en formato de descarga digital, la canción pertenece a los géneros de bachata y pop latino, escrita por ella al lado de Koko Stambuk y Christopher Manhey. El tema entre otras logró el primer lugar de la lista de éxitos de Costa Rica MONITEC, y ocupó el cuarto lugar en el Mexican Airplay. Entre tanto se posicionó en el puesto veintiuno del Hot Latin Songs, y el lugar veintitrés de la lista mexicana Monitor Latino. El vídeo musical de la canción fue filmado en Nueva York, se estrenó el 12 de julio de 2013 en la página oficial de la marca de champús Pantene, donde Perroni es embajadora, más tarde se publicó en la cuenta oficial de la artista en Youtube, hasta la fecha ha logrado alrededor de veinte millones de visitas.
El segundo sencillo «Eclipse de luna», la composición nuevamente estuvo a cargo de Perroni, Stambuk y Manhey. El vídeo musical del tema fue grabado en Izamal, Celestún y Mérida en la Provincia de Yucatán, México, al igual que «Tú y yo» se lanzó en plataforma Hangout y luego en su cuenta de Youtube.

## Lista de canciones
| Edición estándar |                                   |                                                     |          |  |
| N.º              | Título                            | Escritor(es)                                        | Duración |  |
| 1.               | «Como yo»                         | Carlos Lara, Ximena Muñoz                           | 3:24     |  |
| 2.               | «Tú y yo»                         | Maite Perroni, Christopher Manhey, Koko Stambuk     | 3:49     |  |
| 3.               | «Me va»                           | Alejandro Montalbán, Manuel Quintana                | 3:19     |  |
| 4.               | «Inexplicable»                    | Gustavo Cuauhtémoc, Ángela Davalos                  | 3:13     |  |
| 5.               | «Y lloro»                         | Many Cruz, Michael Figueroa, Ruben Mundo, Juan Ríos | 3:45     |  |
| 6.               | «Agua bendita»                    | Carlos Lara, Ximena Muñoz                           | 3:13     |  |
| 7.               | «Llueve, llueve»                  | Angela Davalos, Sandra Echeverría, Fernando Laura   | 3:13     |  |
| 8.               | «Eclipse de Luna»                 | Maite Perroni, Christopher Manhey, Koko Stambuk     | 3:33     |  |
| 9.               | «Melancolía (Saudade)»            | Maite Perroni, Koko Stambuk                         | 3:20     |  |
| 10.              | «¿Qué te hace falta?»             | Gabriel Flores, Koko Stambuk                        | 3:36     |  |
| 11.              | «Sueño contigo»                   | Claudia Brant, Coti Sorokin                         | 4:00     |  |
| 12.              | «Ojos divinos» (con Koko Stambuk) | Carlos Lara, Ximena Muñoz                           | 3:50     |  |

| Edición Deluxe |                                         |                                                     |          |  |
| N.º            | Título                                  | Escritor(es)                                        | Duración |  |
| 1.             | «Vas a querer volver»                   | Mauricio L. Arriaga, J. Eduardo Murguía             | 3:54     |  |
| 2.             | «Tú y yo»                               | Maite Perroni, Christopher Manhey, Koko Stambuk     | 3:49     |  |
| 3.             | «Eclipse de Luna»                       | Maite Perroni, Christopher Manhey, Koko Stambuk     | 3:33     |  |
| 4.             | «Todo lo que soy» (con Álex Ubago)      | J. Eduardo Murguía, Mauricio L. Arriaga             | 3:49     |  |
| 5.             | «Inexplicable»                          | Gustavo Cuauhtémoc, Ángela Davalos                  | 3:13     |  |
| 6.             | «Como yo»                               | Carlos Lara, Ximena Muñoz                           | 3:24     |  |
| 7.             | «Me va»                                 | Alejandro Montalbán, Manuel Quintana                | 3:19     |  |
| 8.             | «Y lloro»                               | Many Cruz, Michael Figueroa, Ruben Mundo, Juan Ríos | 3:45     |  |
| 9.             | «Agua bendita»                          | Carlos Lara, Ximena Muñoz                           | 3:13     |  |
| 10.            | «Llueve, llueve»                        | Angela Davalos, Sandra Echeverría, Fernando Laura   | 3:13     |  |
| 11.            | «Melancolía (Saudade)»                  | Maite Perroni, Koko Stambuk                         | 3:20     |  |
| 12.            | «¿Qué te hace falta?»                   | Gabriel Flores, Koko Stambuk                        | 3:36     |  |
| 13.            | «Sueño contigo»                         | Claudia Brant, Coti Sorokin                         | 4:00     |  |
| 14.            | «Ojos divinos» (con Koko Stambuk)       | Carlos Lara, Ximena Muñoz                           | 3:50     |  |
| 15.            | «Los cangrejos»                         | Maite Perroni, Koko Stambuk                         | 3:24     |  |
| 16.            | «Loca de amor»                          | Aarón Martínez                                      | 2:47     |  |
| 17.            | «Inexplicable (Remix)» (con Thiaguinho) | Gustavo Cuauhtémoc, Ángela Davalos                  | 3:10     |  |

| Edición para Brasil |                                         |                                    |          |  |
| N.º                 | Título                                  | Escritor(es)                       | Duración |  |
| 13.                 | «Inexplicable (Remix)» (con Thiaguinho) | Gustavo Cuauhtémoc, Ángela Davalos | 3:10     |  |

| Bonus track para iTunes |                 |                             |          |  |
| N.º                     | Título          | Escritor(es)                | Duración |  |
| 13.                     | «Los cangrejos» | Maite Perroni, Koko Stambuk | 3:24     |  |

## Listas de popularidad
| Listado                                     | Posición |
| ------------------------------------------- | -------- |
| Estados Unidos (Billboard Latin Pop Albums) | 2        |
| Estados Unidos (Billboard Top Latin Albums) | 9        |
| México (AMPROFON Top 100 Albums)            | 3        |

## Créditos y personal
- Adaptados desde Allmusic.[33][34]

| - Maite Perroni: Compositora, vocalista - Cristián «Koko» Stambuk: Productor, compositor, ingeniería, arreglista - Alejandro Abaroa: Director artístico, coros, arreglista - Tom Baker: Masterización - Loreto Bisbal: Arreglista, coros - Kyrill Bozhko: Asistente de ingeniería - Claudia Brant: Compositora - Many Cruz: Compositor - Ángela Dávalos: Compositora - Sandra Echeverría: Compositora - Michael Fígueroa: Compositor - Gabriel Flores: Compositor - Carlos Lara: Compositor - Fernando Laura: Compositor - Alejandro Montalbán: Compositor - Rubén Mundo: Compositor - Ximena Muñoz: Compositora - Manuel Quintana: Compositor - Juan Rios: Compositor - Coti Sorokin: Compositor | - Richard Bravo: Percusión - Fabiola Cardona: A&R - Nick Danielson: Instrumentos de cuerda - Adam Fisher: Instrumentos de cuerda - Pablo «Tonton» Gho: Ingeniería - Tyquan Gholson: Ingeniería - Ryan Gilligan: Mezcla - Chino Lemus: Fotografía - Lee Levine: Batería - Kyrill Bozhko: Asistente de ingeniería - Luis Lubo: Asistente de ingeniería - Christopher Manhey: Compositor, guitarra eléctrica, acústica - Fernando Otero: Arreglista, piano, instrumento de cuerda - Lucious Page: Teclado - Sami Merdinian: Instrumentos de cuerda - David Rosner: Mánager de estudio - Guillermo Badala: Bajo - Ra Diaz: Bajo en tema 4, «Inexplicable» - Gige Vidal: Piano, arreglista, instrumento de cuerda - Lev «Ljova» Zhurbin: Instrumentos de cuerda |

## Historial de lanzamiento
| Fecha de lanzamiento    | País o región  | Formato              | Ref.   |
| ----------------------- | -------------- | -------------------- | ------ |
| 13 de agosto de 2013    | Estados Unidos | CD, descarga digital | [ 35 ] |
| 13 de agosto de 2013    | Colombia       | CD, descarga digital | [ 36 ] |
| 13 de agosto de 2013    | España         | CD, descarga digital | [ 37 ] |
| 13 de agosto de 2013    | Argentina      | CD, descarga digital | [ 38 ] |
| 13 de agosto de 2013    | México         | CD, descarga digital | [ 39 ] |
| 13 de agosto de 2013    | Venezuela      | CD, descarga digital | [ 40 ] |
| 14 de noviembre de 2013 | Brasil         | CD, descarga digital | [ 41 ] |